# Cyprien Revel
Cyprien Revel (* 21. Juni 1805 in La Neuveville; † 24. August 1886 ebenda) war ein Schweizer Politiker und Richter. Von 1848 bis 1851 und 1854 bis 1869 gehörte er dem Nationalrat an, in den Jahren 1846 bis 1850 war er Regierungsrat des Kantons Bern.

## Biografie
Revels Familie stammte ursprünglich aus den Waldensertälern im Piemont, sein Vater war Besitzer eines Pensionats. An der Universität Bern studierte Revel zunächst Geisteswissenschaften, danach Recht in Paris. Das Mitglied des Schweizerischen Zofingervereins präsidierte ab 1838 das Amtsgericht des Amtsbezirks La Neuveville. 1842 gründete er in Courtelary ein Waisenhaus. Revel vertrat radikalliberale Ansichten und wurde 1843 in den Grossen Rat des Kantons Bern gewählt. Im Jahr 1846 gehörte er der verfassungsgebenden Versammlung an und war als französischsprachiger Sekretär massgeblich an der Ausarbeitung einer neuen Kantonsverfassung beteiligt.
1846 folgte Revels Wahl in den Berner Regierungsrat. Vier Jahre später verlor er sein Regierungsmandat, als die Konservativen die Mehrheit errangen. Hingegen zog er wieder in den Grossen Rat ein, dem er bis 1866 angehörte. Revel kandidierte im Oktober 1848 bei den ersten Nationalratswahlen und wurde im Wahlkreis Jura gewählt. Drei Jahre später wurde er abgewählt, doch bei den Nationalratswahlen 1857 errang er seinen Sitz wieder. In der Folge gelang ihm weitere drei Male die Wiederwahl, bis er schliesslich 1869 zurücktrat. Revel setzte sich für den Eisenbahnbau im Jura ein und verfasste auch mehrere Abhandlungen über die lokale Geschichte.